# Gregorio Marañón metróállomás
Gregorio Marañón metróállomás Spanyolország fővárosában, Madridban a madridi metró 7-es és 10-es vonalán. Tulajdonosa és üzemeltetője a Consorcio Regional de Transportes de Madrid.

## Metróvonalak
Az állomást az alábbi metróvonalak érintik:
- 7-es metróvonal
- 10-es metróvonal

## Kapcsolódó állomások
A metróállomáshoz az alábbi állomások vannak a legközelebb:
- Alonso Cano (Pitis, 7-es metróvonal)
- Alonso Martínez (Puerta del Sur, 10-es metróvonal)
- Nuevos Ministerios (Hospital Infanta Sofía, 10-es metróvonal)
- Avenida de América (Hospital del Henares, 7-es metróvonal)